# The Big Bend
The Big Bend (in italiano: la Grande Curva) è un grattacielo proposto per essere costruito nella città di New York. Il grattacielo, sviluppato dallo studio di ingegneria Oiio Studio. Con un'altezza di oltre 600 metri diventerebbe anche l'edificio più alto di New York.

## Caratteristiche
Progettato per essere il grattacielo gemello del grattacielo 432 Park Avenue, la struttura con i suoi 1200 metri previsti totali diventerebbe la struttura più lunga al mondo, record attualmente detenuto dal Burj Khalifa. Per permettere ai possibili inquilini di passare da una torre all'altra è stato progettato un ascensore in grado di muoversi in orizzontale oltre che in verticale. Nel caso verrà costruito ed ultimato diventerà la struttura più alta di New York superando il One World Trade Center.

## Uso
La struttura dovrebbe sorgere sulla West 57th Street, una delle strade più suggestive della città dove sono già in costruzioni super-grattacieli come la Central Park Tower. La chiesa battista del Calvario starebbe tra le due basi del grattacielo. A oggi è molto improbabile che il progetto diventi realtà a causa della sostanziale mancanza di fondi e di investitori. Inoltre le due basi dove dovrebbe sorgere il grattacielo sono attualmente occupate da due condomini residenziali di 7 e 8 piani.